# 2010-es túraautó-Európa-kupa
A 2010-es túraautó-Európa-kupa a bajnokság hatodik kiírása volt, ezúttal több versenypályára is ellátogatott a mezőny. A szezon Portugáliában, Bragában vette kezdetét március 28-án és Olaszországban, Franciacorta-ban végződött október 17-én. A versenyek távja 50 km volt, 6 verseny alapján dőlt el, hogy kié lesz a túraautó-Európa-kupa. A sorozatban az alábbi három kategória volt: Super2000, Super 1600, Super Production. Hétvégente 100 000 euró pénzjutalmat osztottak szét az eredményesen szereplők között. 65 000 euró az Super 2000-es, 25 000 euró Super 1600-as és 10 000 euró pedig a Super Production kategóriában talált gazdára.

## Csapatok és versenyzők
| Super 2000                  | Super 2000          | Super 2000 | Super 2000          | Super 2000 |
| Csapat                      | Autó                | #          | Pilóta              | Versenyek  |
| --------------------------- | ------------------- | ---------- | ------------------- | ---------- |
| Hartmann Honda Racing       | Honda Accord Euro R | 1          | James Thompson      | Mind       |
| Hartmann Honda Racing       | Honda Accord Euro R | 2          | Tomas Engström      | 1          |
| Hartmann Honda Racing       | Honda Accord Euro R | 4          | Wolfgang Treml      | 2–3        |
| Engström Motorsport         | Honda Accord Euro R | 2          | Tomas Engström      | 2–3        |
| Čolak Racing Team           | SEAT León 2.0 TFSI  | 3          | Marin Čolak1        | 1–2        |
| Bevz Kostantyn              | BMW 320i E46        | 5          | Irina Protasova     | 1–2        |
| Bevz Kostantyn              | BMW 320i E46        | 6          | Yuriy Protasov      | 1          |
| Bevz Kostantyn              | BMW 320i E46        | 7          | Leonid Protasov     | 1–2        |
| SUNRED Engineering          | SEAT León 2.0 TFSI  | 8          | Timur Sadredinov    | 1          |
| SUNRED Engineering          | SEAT León 2.0 TFSI  | 12         | Michaël Rossi       | 1–2        |
| SUNRED Engineering          | SEAT León TDI       | 21         | Michel Nykjær       | 2–3        |
| Novadriver Racing Team      | BMW 320si           | 9          | César Campaniço     | 1          |
| Poulsen Motorsport          | BMW 320si           | 11         | Kristian Poulsen    | 1          |
| Borusan Otomotiv Motorsport | BMW 320si           | 10         | Aytaç Biter         | 2–3        |
| Borusan Otomotiv Motorsport | BMW 320si           | 13         | Ibrahim Okyay       | Mind       |
| Sports & You                | BMW 320si           | 14         | Francisco Carvalho² |            |
| Tsunami Racing Team         | BMW 320i E46        | 17         | Andrii Kruglyk      | 2          |
| Rikli Motorsport            | Honda Civic Type-R  | 19         | Peter Rikli         | 2–3        |
| Rikli Motorsport            | Honda Accord Euro R | 20         | Jörg Schori         | 2–3        |
| Mayer Motorsport            | Audi A4             | 22         | Oliver Mayer³       | 2          |
| Liqui Moly Team Engstler    | BMW 320si           | 23         | Rustem Teregulov    | 2          |
| Promotor Sport              | BMW 320i E46        | 29         | Massimo Zanin       | 3          |
| Promotor Sport              | BMW 320i E46        | 30         | Mariano Bellin      | 3          |
| Super Production class      |                     |            |                     |            |
| SC Papa's Racing Team       | Honda Civic Type-R  | 51         | Marcis Birkens      | 1          |
| F Motorsport                | BMW 320i E46        | 52         | Fabio Fabiani       | 2–3        |
| Djelmas Sport               | Honda Civic Type-R  | 54         | Vojislav Lekić      | 2–3        |
| Super 1600                  |                     |            |                     |            |
| NK Racing Team              | Ford Fiesta ST      | 71         | Carsten Seifert     | Mind       |
| NK Racing Team              | Ford Fiesta ST      | 73         | Florian Heitmeier   | 1          |
| ATM Racing                  | Ford Fiesta ST      | 72         | Jens Löhnig         | 1          |
| ATM Racing                  | Ford Fiesta 1.6 16V | 72         | Jens Löhnig         | 2–3        |
| ATM Racing                  | Ford Fiesta ST      | 74         | Sergey Krylov       | 2          |
| ATM Racing                  | Ford Fiesta 1.6 16v | 74         | Sergey Krylov       | 3          |
| ATM Racing                  | Ford Fiesta ST      | 76         | Charlie Geipel      | 3          |
| Gena Autosport              | Citroën C2 VTS      | 75         | Zeljko Markovic     | 3          |

1 Annak ellenére, hogy nevezett a Salzburg-i futamra Čolak nem vett részt a hétvégén.
2 Annak ellenére, hogy teljes szezonra nevezett Carvalho, nem vett részt egy futamon sem.
³ Mayer eredetileg az ETCC futamán indult volna, helyette az ADAC Procar futamán indult ugyanitt.

## Versenynaptár és eredmények
| Round | Round | Ország | Pálya                         | Dátum         | Pole Pozíció        | Győztes pilóta      | Győztes csapat      | Összefoglaló           |
| ----- | ----- | ------ | ----------------------------- | ------------- | ------------------- | ------------------- | ------------------- | ---------------------- |
| 1     | V1    | POR    | Circuito Vasco Sameiro, Braga | Március 28.   | James Thompson      | Tomas Engström      | James Thompson      | Hartmann Honda Racing  |
| 1     | V2    | POR    | Circuito Vasco Sameiro, Braga | Március 28.   |                     | César Campaniço     | César Campaniço     | Novadriver Racing Team |
| 2     | V1    | AUT    | Salzburgring                  | Július 25.    | James Thompson      | Michel Nykjær       | Michel Nykjær       | SUNRED Engineering     |
| 2     | V2    | AUT    | Salzburgring                  | Július 25.    |                     | Michel Nykjær       | Michel Nykjær       | SUNRED Engineering     |
| 3     | V1    | GER    | Motorsport Arena Oschersleben | Szeptember 5. | A versenyt törölték | A versenyt törölték | A versenyt törölték | A versenyt törölték    |
| 3     | V2    | GER    | Motorsport Arena Oschersleben | Szeptember 5. | A versenyt törölték | A versenyt törölték | A versenyt törölték | A versenyt törölték    |
| 4     | V1    | ITA    | Autodromo di Franciacorta     | Október 17.   | James Thompson      | Michel Nykjær       | Michel Nykjær       | SUNRED Engineering     |
| 4     | V2    | ITA    | Autodromo di Franciacorta     | Október 17.   |                     | Michel Nykjær       | Michel Nykjær       | SUNRED Engineering     |

## Bajnokság állása

### Super 2000
| Pozíció | Pilóta           | BRA | BRA | SAL | SAL | FRA | FRA | Pont |
| ------- | ---------------- | --- | --- | --- | --- | --- | --- | ---- |
| 1       | James Thompson   | 1   | 3   | 2   | 2   | 3   | 3   | 44   |
| 2       | Michel Nykjær    |     |     | 1   | 1   | 1   | 1   | 40   |
| 3       | Tomas Engström   | 2   | 7   | 3   | 3   | 2   | 2   | 38   |
| 4       | Ibrahim Okyay    | 5   | 4   | 7   | 6   | 5   | 5   | 22   |
| 5       | Wolfgang Treml   |     |     | 4   | 4   | 4   | 6   | 18   |
| 6       | César Campaniço  | 4   | 1   |     |     |     |     | 15   |
| 7       | Kristian Poulsen | 3   | 2   |     |     |     |     | 14   |
| 8       | Peter Rikli      |     |     | Hn  | 16  | 6   | 4   | 8    |
| 9       | Michaël Rossi    | 6   | Ki  | Ki  | 5   |     |     | 7    |
| 10      | Aytaç Biter      |     |     | 5   | 8   | 8   | 8   | 7    |
| 11      | Marin Čolak      | 7   | 6   |     |     |     |     | 5    |
| 12      | Andrii Kruglyk   |     |     | 6   | 7   |     |     | 5    |
| 13      | Timur Sadredinov | 9   | 5   |     |     |     |     | 4    |
| 14      | Jörg Schori      |     |     | 12  | 10  | 7   | 7   | 4    |
| 15      | Yuriy Protasov   | 8   | 8   |     |     |     |     | 2    |
| 16      | Leonid Protasov  | 10  | 9   | 8   | 9   |     |     | 1    |
| 17      | Irina Protasova  | 12  | 12  | 9   | Ki  |     |     | 0    |
| 18      | Massimo Zanin    |     |     |     |     | 9   | Hn  | 0    |
|         | Rustem Teregulov |     |     | Ni  | Ni  |     |     | 0    |
|         | Mariano Bellin   |     |     |     |     | Ni  | Ni  | 0    |
| Pozíció | Pilóta           | BRA | BRA | SAL | SAL | FRA | FRA | Pont |

| Szín   | Eredmény                                      |
| ------ | --------------------------------------------- |
| Arany  | Győztes                                       |
| Ezüst  | 2. helyezett                                  |
| Bronz  | 3. helyezett                                  |
| Zöld   | Pontot szerzett                               |
| Kék    | Pont nélkül vagy helyezetlenül ért célba (Hn) |
| Lila   | Nem ért célba (Ki)                            |
| Piros  | Nem kvalifikálta magát (Nk)                   |
| Fekete | Diszkvalifikálták (Kiz)                       |
| Fehér  | Nem indult (Ni)                               |
| Fehér  | Visszavonult (WD)                             |
| Fehér  | Verseny törölve (C)                           |
| Üres   | Nem vett részt                                |
| Üres   | Kizárt (EX)                                   |

### Super Production
| Pozíció | Pilóta         | BRA | BRA | SAL | SAL | FRA | FRA | Pont |
| ------- | -------------- | --- | --- | --- | --- | --- | --- | ---- |
| 1       | Vojislav Lekić |     |     | 10  | 11  | 11  | 11  | 40   |
| 2       | Fabio Fabiani  |     |     | 11  | 12  | 14  | 12  | 32   |
|         | Marcis Birkens | Ki  | Ni  |     |     |     |     | 0    |

### Super 1600
| Pozíció | Pilóta            | BRA | BRA | SAL | SAL | FRA | FRA | Pont |
| ------- | ----------------- | --- | --- | --- | --- | --- | --- | ---- |
| 1       | Carsten Seifert   | 13  | 11  | 13  | 14  | 10  | 9   | 54   |
| 2       | Jens Löhnig       | 11  | 10  | Hn  | 13  | 12  | 13  | 44   |
| 3       | Sergey Krylov     |     |     | 14  | 15  | 13  | 14  | 25   |
| 4       | Charlie Geipel    |     |     |     |     | 16  | 10  | 12   |
| 5       | Florian Heitmeier | 14  | 13  |     |     |     |     | 12   |
| 6       | Zeljiko Markovic  |     |     |     |     | 15  | 15  | 9    |
| Pozíció | Pilóta            | BRA | BRA | SAL | SAL | FRA | FRA | Pont |